# Старая Рудня (Черниговская область)
Ста́рая Ру́дня (укр. Стара́ Ру́дня) — село в Сновском районе Черниговской области Украины. Население 556 человека. Занимает площадь 0,9 км².
Код КОАТУУ: 7425888001. Почтовый индекс: 15223. Телефонный код: +380 4654.

## Власть
Орган местного самоуправления — Староруднянский сельский совет. Почтовый адрес: 15223, Черниговская обл., Сновский р-н, с. Старая Рудня, пер. Центральний, 13.

## История
В ХІХ столетии село Старая Рудня было волостным центром Старо-Руднинской волости Городнянского уезда Черниговской губернии. В селе была Успенская церковь. Священнослужители Успенской церкви:
- 1745 - священник Иосиф Павлович